# Škrilje (gmina Metlika)
Škrilje – wieś w Słowenii, w gminie Metlika. W 2018 roku liczyła 18 mieszkańców.